# تحسين البحث بتحديد المواقع
تحسين البحث بتحديد المواقع (LSO)  هي عملية جعل موقع الويب أو الصفحة أكثر وضوحًا عن طريق جعل المزيد من الأشخاص يشاهدونها بواسطة الأجهزة التي تدعم تحديد الموقع. تعد LSO خطوة جديدة في سلسلة من أساليب تحسين الويب، والتي بدأت بتحسين محرك البحث (SEO) لتعزيز تصنيفات البحث، وتحسين الوسائط الاجتماعية (SMO) لجعل المحتوى أكثر قابلية للمشاركة. أصبحت الهواتف المحمولة والأجهزة الأخرى التي يمكنها تتبع موقعك هي الطريقة الأكثر شيوعًا للاتصال بالإنترنت والبحث في الويب،  تتعلق LSO بجعل المحتوى سهل الوصول إليه ومشاركته حول مكان أو موقع.
ويساعد تحسين البحث بتحديد الموقع على زيادة معدّل الزيارات لصفحة الويب، حيث أن 46% من عمليات البحث على محركات البحث هي للأنشطة التجارية. كما أن أكثر من 70% من الباحثين عن متجر تجاري يقومون بزيارة المتجر على أرض الواقع في غضون 24 ساعة من وقت البحث. لذا من أهم الأمور الواجب مراعاتها عند إنشاء موقع الويب أو صفحة الويب هي تضمين العنوان بطريقة يفهمها محرك البحث. ومن المعلومات الهامة الأخرى التي يجب تضمينها هي الأسم التجاري والوصف والصورة وساعات العمل ومراجعات العملاء للموقع، فمراجعات العملاء هي من أهم الأمور التي تجذب الزوار والعملاء المحتملين.

## تأثير
وفقًا لدراسة أجرتها ماركت واتش، من المرجح أن يشتري المستهلك العادي مرتين تقريبًا (90٪ أكثر) منتجًا موجودًا على هاتف محمول أكثر من جهاز كمبيوتر محمول. ويترتب على ذلك أنه من المرجح بشكل كبير أن يؤدي الاستعلام إلى عملية شراء، سواء بشكل شخصي أو عبر الإنترنت، إذا تم البحث بالقرب من مكان وجود المتجر. ينطبق البيان السابق بغض النظر عما إذا كان المستخدم يتصل عبر محرك بحث أو وسائل التواصل الاجتماعي أو مصدر حركي آخر. إضافة إلى ذلك، فإن الإعلانات المدفوعة عبر الإنترنت (مثل الدفع لكل نقرة)، والتي غالبًا ما تقدم إعلانات تستند إلى الموقع، تكون بالمثل أكثر فاعلية من الإعلانات غير القائمة على الموقع من حيث معدلات النقر، وفقًا للعديد من شركات التسويق عبر محركات البحث.
بالإضافة إلى أن نتائج البحث التي تتعلق بالأنشطة التجارية تبدو مختلفة. فهي تظهر فقط لعمليات البحث بغرض محلي مثل "مطعم بالقرب مني"، كما أنها تظهر نتائج خاصة تحتوي على معلومات الموقع. وهي عادة ما يستهدفون مستخدمي الهواتف الذكية في المقام الأول لأن عمليات البحث المحلية تحدث في كثير من الأحيان على الأجهزة المحمولة.

## أنظر أيضا
- تحسين محرك البحث المحلي
- تحسين وسائل التواصل الاجتماعية
- التسويق عبر محركات البحث